# Грејси Абрамс
Грејси Медиган Абрамс (енгл. Gracie Madigan Abrams; Лос Анђелес, 7. септембар 1999) америчка је кантауторка.

## Биографија
Рођена је 7. септембра 1999. у Лос Анђелесу. Ћерка је филмаџије Џеј-Џеја Абрамса. Отац јој је Јеврејин, а мајка католкиња. Има старијег и млађег брата. Током детињства је заволела музику, док је прву песму написала са осам година.

## Дискографија
Студијски албуми
- (2023)
- (2024)